# Фінно-пермські мови
Фінно-пермські мови — одна з двох гілок фінно-угорських мов. 
Іншою гілкою є угорські мови. 
Мови поширені на території Росії, Фінляндії, Естонії, Норвегії та Швеції.
Згідно з традиційною систематикою уральських мов, фіно-пермська мова відокремилася від фіно-угорської близько 3000–2500 років до Р. Х. та розгалужилася на пермські мови та фіно-волзькі мови близько 2000 р. до Р. Х. 

Нині достовірність групи як таксономічної цілісності ставиться під сумнів, а взаємозв’язки її п’яти гілок обговорюються без консенсусу. 

Термін «фінські мови» часто використовувався для позначення всіх фінно-пермських мов, а термін «балто-фінські» використовувався для усунення неоднозначності власне фінських мов. 

У фінському та естонському науковому вжитку фінські мови найчастіше стосується лише балто-фінських мов. 

До фінно-пермських мов належать:
- пермська група
  - удмуртська мова
  - комі-зирянська мова
  - комі-перм'яцька мова
- марійська група
  - гірськомарійська мова (західна)
  - луковомарійська мова (східна)
- фінно-волзька група
- мордовська підгрупа
  -     - ерзянська мова
      - шокшинська говірка[ru]

    - мокшанська мова

  - мерянська мова (імовірно) †
  - мещерська мова (імовірно) †
  - муромська мова (імовірно) †
  - північнофінська мова (імовірно) †
- прибалтійсько-фінська підгрупа (фінська)
  - фінська мова
    - меянкієлі
    - квенська мова

  - іжорська мова
  - карельська мова
    - власне карельська говірка[fi]
    - ліввіківська говірка[en]
    - людівська говірка[en]
    - тверська карельська говірка[ru]

  - вепська мова
  - водська мова
  - північноестонська мова (власне естонська)
    - південноестонська мова

  - лівська мова — північна Латвія †
- саамська підгрупа
  - західносаамський кластер
    - південносаамська мова — Норвегія та Швеція
    - уме-саамська мова[en] (ууме) — Норвегія та Швеція
    - луле-саамська мова[en] (лууле) — Норвегія та Швеція
    - піте-саамська мова[en] (піте) — Норвегія та Швеція
    - північносаамська мова — Норвегія, Швеція та Фінляндія.

  - східносаамський кластер
    - бабинська саамська мова[en] (аккала) †
    - кемі-саамська мова † — саами центральної Фінляндії
    - інарі-саамська мова — Фінляндія.
    - йоканьгсько-саамська мова[en] (терсько-саамська) — Росія
    - кільдинська саамська мова[en] — Росія
    - колтта-саамська мова (сколт, вкл. Нотозерський діалект у Росії)

## Носії прамови
Господарство носіїв фінно-пермської прамови, жителів лісової зони Поволжя, як і раніше, було переважно привласнювальним і базувалося на полюванні та рибальстві. 
Однак, у більш розвинених арійських та прабалтських культур бронзової доби вони починають переймати елементи землеробства та скотарства, про що свідчать відповідні слова та запозичення, спільні для фінно-пермських мов 
:
- jewä 'зерно, хліб у зерні' < арійськ. *iawa
- kʊ̈ntɜ 'хліб у зерні, насіння'
- riŋe-še 'рига, стодола'
- esuka 'ість, полова' < арійськ.: др.-інд. esūka-
- pošɜ 'сито, просіювати; віяти зерно'
- oča 'вівця' < протобалт. *avikā
- porśas 'свиня' < протобалт. *paršas

Очевидно, землеробство поки що відігравало допоміжну вузько-спеціальну роль — зерно вирощувалося для приготування пива чи браги.
- surɜ 'пиво' < ар.: др.-інд. surā 'алкогольний напій'
- taŋka/*takka 'кисть, бахрома; хміль ' < іран.: осет. tag 'смуга, пасмо'
- čоше 'ячмінь; солод '
- jimä 'солод, саламата '
- čamćɜ 'прокислий'

Лише після розпаду фінно-пермської єдності, до кінця 2 тисячоліття до Р. Х., землеробство стане значною частиною господарства фінно-волжан і прапермян. 
У міру переходу до землеробства та поширення вівчарства, в раціоні стає необхідною сіль, назва якої *sōla також протобалтського походження.